# Talbehat
Talbehat es un pueblo y nagar Panchayat situado en el distrito de Lalitpur en el estado de Uttar Pradesh (India). Su población es de 14176 habitantes (2011). 

## Demografía
Según el censo de 2011 la población de Talbehat era de 14176 habitantes, de los cuales 7452 eran hombres y 6724 eran mujeres. Talbehat tiene una tasa media de alfabetización del 79,40%, superior a la media estatal del 67,68%: la alfabetización masculina es del 85,20%, y la alfabetización femenina del 72,96%.